# SEPT11
SEPT11 (англ. Septin 11) – білок, який кодується однойменним геном, розташованим у людей на короткому плечі 4-ї хромосоми.  Довжина поліпептидного ланцюга білка становить 429 амінокислот, а молекулярна маса — 49 398.
| 10         |  | 20         |  | 30         |  | 40         |  | 50         |
| ---------- |  | ---------- |  | ---------- |  | ---------- |  | ---------- |
| MAVAVGRPSN |  | EELRNLSLSG |  | HVGFDSLPDQ |  | LVNKSTSQGF |  | CFNILCVGET |
| GIGKSTLMDT |  | LFNTKFESDP |  | ATHNEPGVRL |  | KARSYELQES |  | NVRLKLTIVD |
| TVGFGDQINK |  | DDSYKPIVEY |  | IDAQFEAYLQ |  | EELKIKRSLF |  | NYHDTRIHAC |
| LYFIAPTGHS |  | LKSLDLVTMK |  | KLDSKVNIIP |  | IIAKADTIAK |  | NELHKFKSKI |
| MSELVSNGVQ |  | IYQFPTDEET |  | VAEINATMSV |  | HLPFAVVGST |  | EEVKIGNKMA |
| KARQYPWGVV |  | QVENENHCDF |  | VKLREMLIRV |  | NMEDLREQTH |  | TRHYELYRRC |
| KLEEMGFKDT |  | DPDSKPFSLQ |  | ETYEAKRNEF |  | LGELQKKEEE |  | MRQMFVMRVK |
| EKEAELKEAE |  | KELHEKFDLL |  | KRTHQEEKKK |  | VEDKKKELEE |  | EVNNFQKKKA |
| AAQLLQSQAQ |  | QSGAQQTKKD |  | KDKKNASFT  |  |            |  |            |

A: Аланін

C: Цистеїн

D: Аспарагінова кислота

E: Глутамінова кислота

F: Фенілаланін

G: Гліцин

H: Гістидин

I: Ізолейцин

K: Лізин

L: Лейцин

M: Метіонін

N: Аспарагін

P: Пролін

Q: Глутамін

R: Аргінін

S: Серин

T: Треонін

V: Валін

W: Триптофан

Кодований геном білок за функцією належить до фосфопротеїнів. 
Задіяний у таких біологічних процесах як клітинний цикл, поділ клітини, ацетиляція, альтернативний сплайсинг. 
Білок має сайт для зв'язування з нуклеотидами, ГТФ. 
Локалізований у цитоплазмі, цитоскелеті, клітинних контактах, клітинних відростках, синапсах.